# Kỹ thuật sông

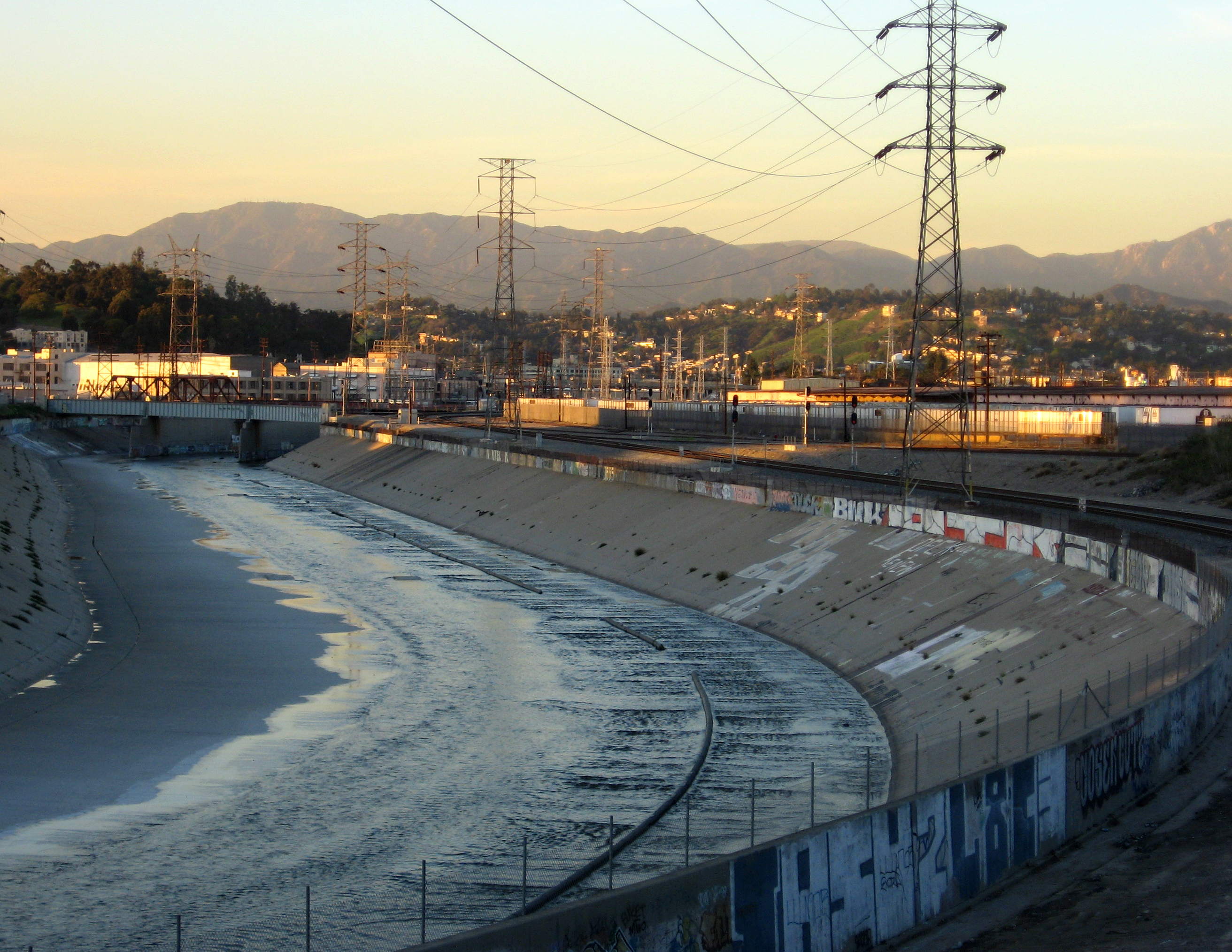
Sông Los Angeles được xây kè bằng bê tông hai bên bờ.

Kỹ thuật sông là quá trình can thiệp có hoạch định của con người ảnh hưởng tới đặc điểm, dòng chảy hoặc lưu lượng của một con sông, là một nhánh của ngành Kỹ thuật xây dựng dân dụng mà hoạt động trong việc thiết kế và xây dựng các kiến trúc công trình hay phi công trình nhằm cải thiện và khôi phục lại dòng sông để đáp ứng nhu cầu cho cả con người, động thực vật, môi trường sống và cả môi trường xung quanh.
Hydromodification là một thuật ngữ trong đó bao gồm các phản ứng có hệ thống của vùng nước sông và vùng nước ven biển (cửa sông và vịnh) và hồ. Cơ quan Bảo vệ Môi trường Mỹ       (EPA) đã xác định hydromodification là "sự thay đổi của các đặc điểm thủy văn của vùng nước ven biển và không ven biển có thể gây ra suy thoái tài nguyên nước." Kỹ thuật sông thường dẫn đến phản ứng có hệ thống ngoài mong muốn.
Các quy tắc kỹ thuật sông đang cố gắng để sửa chữa sự giảm sút hydromodified và đánh giá các phản ứng có hệ thống tiềm năng để thay đổi kế hoạch ứng phó bằng cách xem xét địa mạo sông ngòi. Địa mạo sông ngòi nghiên cứu về cách con sông thay đổi theo thời gian. Địa mạo sông ngòi là sự kết hợp một số ngành khoa học bao gồm cả thủy lợi, vận chuyển trầm tích, thủy văn học, địa vật lý và hệ sinh thái ven sông. Kỹ thuật sông cố gắng tìm hiểu địa mạo sông ngòi, xem xét các biến đổi vật lý của sông, và bảo đảm an toàn cho công cộng.

## Đặc điểm của dòng sông
Kích thước của các dòng sông giới hạn thủy triều và lượng nước sạch trung bình thoát ra tương ứng với mức lưu vực và lượng mưa, đến các lưu vực sông vùng hạ lưu và được dẫn ra biển.

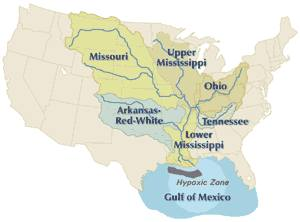
Lưu vực của sông Mississippi là lưu vực lớn nhất ở Mỹ.

Lưu vực của một con sông là vùng mở rộng của con sông giới hạn bởi một đường phân thủy (gọi là "devide" tại Bắc Mỹ) trên đó lượng mưa chảy xuống phía sông đi qua phần thấp nhất của thung lũng, trong khi đó lượng mưa rơi trên mặt dốc kia của đường phân thủy chảy đến một con sông khác, chảy đến lưu vực lân cận. Các lưu vực sông khác nhau tuỳ theo địa hình của khu vực, từ những miền thoát không đáng kể của dòng dâng cao hơn mặt đất gần bờ biển và chảy thẳng xuống biển, đến những vùng rộng lớn của châu lục lớn, nơi con sông dâng lên các mặt dốc của dãy núi phải đi qua các dãy rộng lớn của các thung lũng và đồng bằng trước khi đến các đại dương. Kích thước của lưu vực sông lớn nhất của bất kỳ khu vực nào phụ thuộc vào mức độ rộng lớn của lục địa, vị trí phân bố của chúng, vị trí so với các khu vực đồi núi - nơi các con sông thường hình thành, vùng biển chúng chảy vào, và khoảng cách giữa nguồn cấp của chúng và các lối thoát ra biển của các con sông đó.
Vận tốc dòng chảy của con sông phụ thuộc chủ yếu vào độ dốc thủy lực của sông. Khi hai con sông khác kích thước với nhau nhưng có cùng độ dốc thủy lực, con sông lớn có dòng chảy lớn hơn và sức cản do lực ma sát của lòng sông và bờ sông tác dộng lên dòng chảy cũng nhiều hơn so với sông nhỏ. Độ dốc thủy lực của một đoạn sông gần tương đương với độ dốc của vùng mà chúng đi qua; khi con sông càng gần với phần cao nhất của lưu vực, thường ở các vùng đồi núi, độ dốc thủy lực của chúng rất lớn và dần dần giảm đi, cho đến khi, khi đi dọc theo đồng bằng dọc theo phần sau của nguồn cấp, độ dốc thủy lực của chúng thường trở nên khá nhỏ. Theo đó, các lưu vực sông lớn, sông trong hầu hết các trường hợp, bắt đầu với dòng chảy rất mạnh (torent), kết thúc với các đoạn sông có dòng chảy yếu và chúng có dòng chảy tương đối thường xuyên.

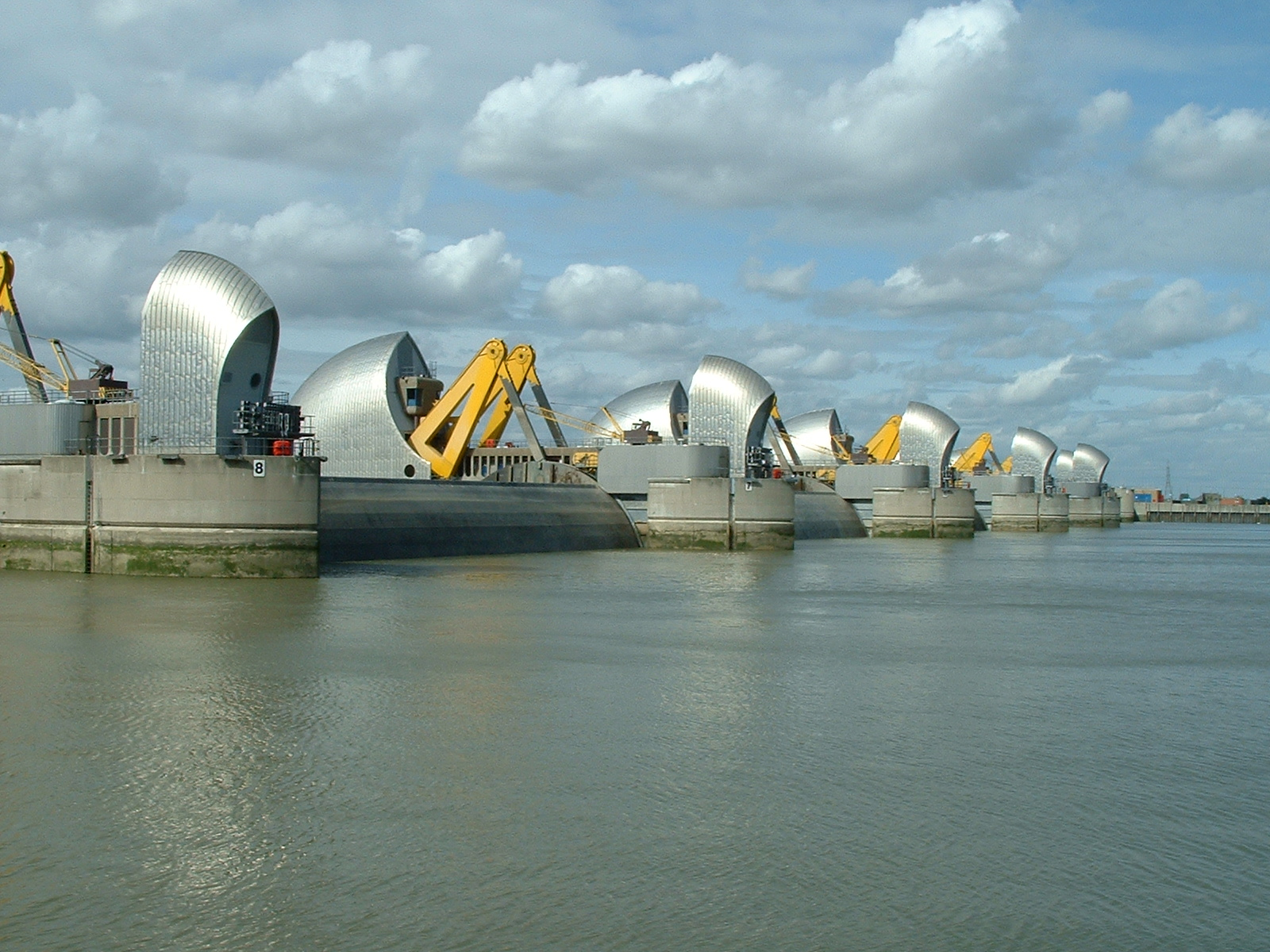
Công trình kiểm soát lũ dọc bờ sông Thames, London.

Dòng chảy không liên tục các dòng sông trong toàn bộ nguồn cấp của chúng tạo ra một trong những khó khăn chính trong việc đưa ra các công việc để giảm thiểu ngập lụt hoặc để tăng khả năng lưu thông của tàu bè trên các dòng sông. Ở các nước nhiệt đới với chế độ mưa định kỳ, sông ngòi bị ngập lụt trong mùa mưa và hầu như không có bất kỳ dòng chảy trong suốt phần còn lại của năm, trong khi ở các vùng ôn đới, nơi lượng mưa phân bố đồng đều trong suốt năm, bốc hơi gây ra lượng mưa vào mùa hè ít hơn nhiều so với những tháng mùa đông, vì vậy mà các con sông rơi vào giai đoạn kiệt nước trong mùa hè và rất có khả năng gây lũ lụt vào mùa đông. Trong thực tế, với một khí hậu nhiệt đới, một năm có thể được chia thành một mùa khô và một mùa mưa, kéo dài từ tháng Năm đến tháng Mười và từ tháng Mười Một đến tháng Tư tương ứng ở bán cầu Bắc; các con sông đang ở mức thấp và ít xảy ra lũ lụt là trong khoảng thời gian mùa nóng, và các con sông có khả năng cao bị lũ lụt sau một trận mưa lớn trong khoảng thời gian mùa lạnh. Ngoại lệ duy nhất là con sông có các nguồn cung cấp bởi bởi các sông băng từ các ngọn núi tuyết vĩnh viễn; lũ lụt của các con sông này xảy ra vào mùa hè do sự tan chảy của băng tuyết, đại diện là sông Rhône trên hồ Genève, và sông Arve - sông sẽ nhập dòng với Rhône về phía hạ nguồn. Nhưng ngay cả các con sông này cũng phải chịu tác động bởi dòng chảy của các sông nhánh có điều kiện khác nhau, do đó Rhone dưới sông Lyon có một miền xả đồng đều hơn so với hầu hết các con sông khác, khi lũ lụt mùa hè của sông Arve đang giảm dần và thoát đến một miền thoát lớn được tạo ra bởi giai đoạn thấp của sông Saône và nó chảy lại vào Rhône tại Lyon khi nó có lũ lụt vào mùa đông, lúc đó sông Rhône và Lyon đang trong giai đoạn kiệt.
Một trở ngại nghiêm trọng gặp phải trong kỹ thuật sông bao gồm số lượng lớn các mảnh vụn, chúng mang xuống sông trong thời gian lũ, xuất phát chủ yếu các lớp bề mặt của những ngọn đồi và dốc ở phần trên của thung lũng bị tách ra do sông băng, sương giá và mưa. Sức mạnh của một dòng chảy để có thể vận chuyển vật liệu thay đổi theo vận tốc của nó, do đó các dòng chảy với độ dốc thủy lực lớn có thể mang xuống cả tảng đá, đá cuội và đá lớn, trong quá trình vận chuyển chúng bị mài mòn thành tấm mỏng, sỏi, cát và phù sa, đồng thời với việc giảm dần độ dốc thủy lực ở hạ lưu trong lực lượng của vật liệu mà dòng có thể vận chuyển cũng giảm theo. Theo đó, trong điều kiện bình thường, hầu hết các vật liệu đưa xuống từ các vùng đất cao bởi các dòng nước mạnh của thượng lưu được vận chuyển theo các con sông chính ra biển, hoặc một phần nằm rải rác lại trên vùng đồng bằng phù sa bằng phẳng trong suốt khoảng thời gian lũ; kích thước của vật liệu tạo thành các lòng sông dọc theo dòng suối giảm dần trên tiến về biển, ví dụ trong sông Po ở Ý, cuội và sỏi được tìm thấy khoảng 140 dặm tại thành phố Turin, cát ven sông ở đoạn 100 dặm tiếp theo, và bùn ở 110 dặm cuối (176 km).

## Phương pháp
Những cải tiến có thể được chia thành các nhóm như sau: nhóm nhằm mục đích cải thiện dòng chảy của sông, đặc biệt là trong điều kiện lũ lụt; nhóm nhằm mục đích để giữ lại dòng chảy, chủ yếu cho mục đích chuyển hướng sử dụng mà thủy điện thường là một yếu tố quan trọng. Những người làm kỹ thuật sông ở Mỹ được gọi là channelization và sau này thường được gọi là canalization.

## Channelization

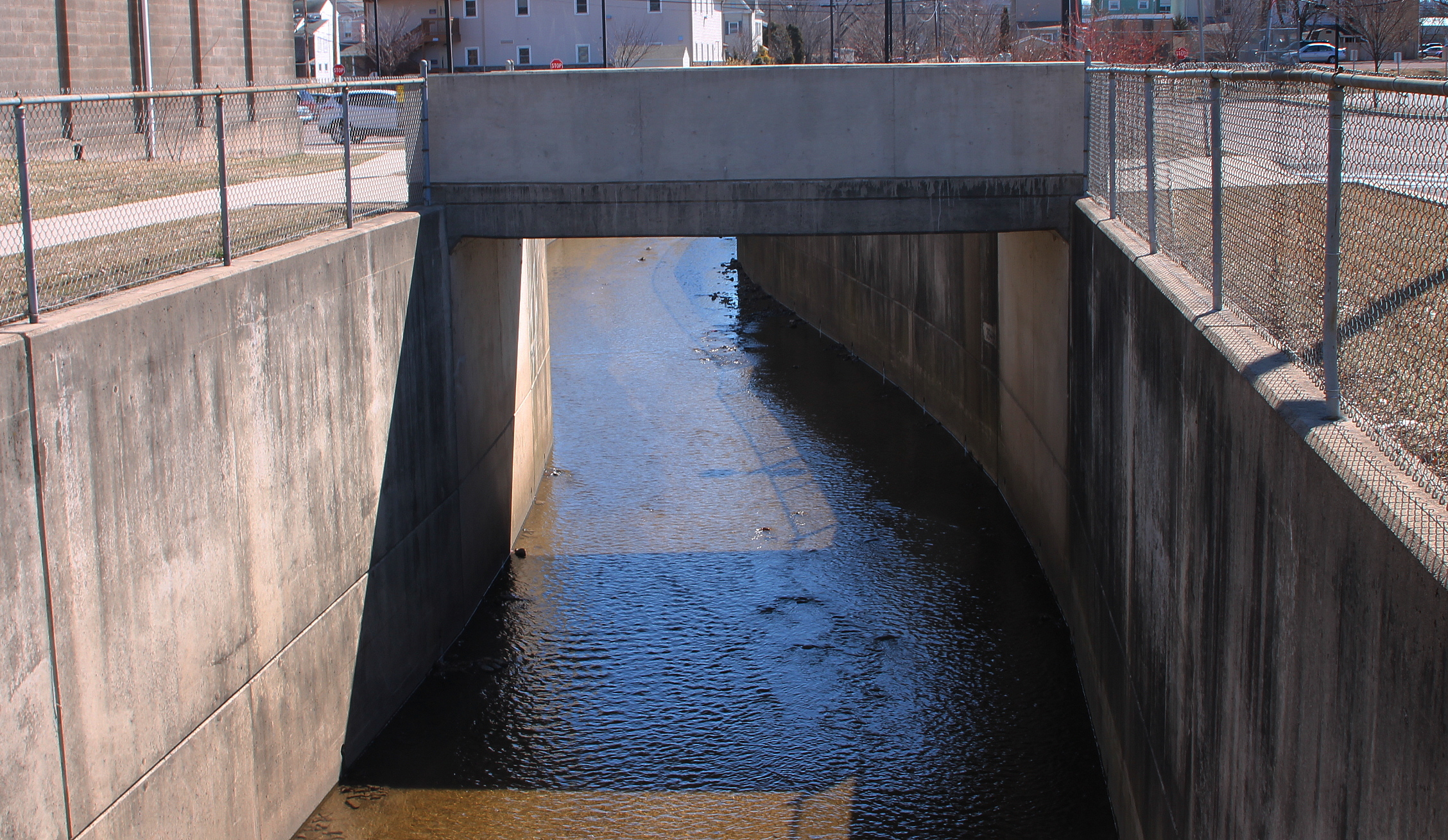
(Kênh chia dòng tại Danville, Pennsylvania

Giảm chiều dài của kênh bằng cách cắt thẳng một đoạn sông quanh co là cách duy nhất mà (có tác dụng lực) độ dốc thủy lực của đoạn sông có thể được tăng lên. Điều này đôi khi làm giảm sức chứa của các kênh, và trong trường hợp của một con sông lớn với lưu lượng đáng kể nó là rất khó khăn để duy trì một vết cắt thẳng do các xu hướng của dòng chảy để làm xói mòn bờ sông và tạo lại một đoạn cong khúc khuỷu cho kênh. Ngay cả khi các đường cắt được bảo bởi các bờ sông, nó cũng dễ chịu tác động do sự thay đổi của bãi cát ngầm và sự nâng cao mực nước lũ cấp trong kênh. Tuy nhiên, nơi có độ dốc thủy lực nhỏ, như vùng đồng bẳng có nguồn gốc biển, chẳng hạn như vùng Fenlands, nước Anh, ở đó, hệ thống thoát nước là một trong những biện pháp với hệ thống các kênh thẳng nhân tạo đã được hình thành cho các con sông. Bởi vì giá trị nhận thức trong việc bảo vệ sự màu mỡ, vùng thấp từ ngập lụt, các kênh thẳng bổ sung cũng đã được cung cấp cho việc xả nước mưa, gọi là cống ở Fenlands. Việc thay đổi kích thước của kênh thẳng về độ rộng và độ sau không có tác dụng nhiều trong giảm bốt thiệt hại do lũ lụt. Do đó, kiểm soát lũ lụt như vậy chỉ phù hợp cho các tài sản quan trọng (chẳng hạn như một thị trấn) đang bị đe dọa do chi phí xây dựng cao. Kiểm soát lũ như vậy chỉ đơn giản là có thể giải quyết các vấn đề dưới hạ lưu và đe dọa một số thị trấn khác. Việc kiểm soát lũ gần đây ở châu Âu đã bao gồm phục hồi đồng bằng ngập nước tự nhiên và các đoạn sông quanh co, do đó nước lũ được giữ lại và thoát đi chậm hơn.
Việc loại bỏ các chướng ngại vật tự nhiên hoặc nhân tạo (ví dụ, thân cây, những tảng đá và sỏi tích tụ) từ lòng kênh là một cách đơn giản và hiệu quả trong việc tăng công suất thoát nước của các kênh. Việc loại bỏ như vậy sẽ hạ thấp chiều cao của lũ thượng nguồn. Các vật cản trong lòng sông tuỳ kích thước có thể làm tăng mực nước của đoạn sông trước đó qua đó bổ sung nước cho các đoạn kênh bị thiếu nước phía trên và làm giảm lưu lượng tổng của con sông.
Bằng cách lập các trạm quan trắc trong một con sông lớn và các nhánh của nó tại các điểm thích hợp, và ghi nhận liên tục trong một thời gian dài về chiều mực nước cao nhất tại các trạm khác nhau, mực dâng của lũ lụt ở các nhánh khác nhau, thời gian mà lũ đi qua các trạm trên dòng sông chính, và phạm vi ảnh hưởng ta có thể tính toán được chiều cao của lũ lụt tại những nơi này tương đối chính xác. Với sự giúp đỡ của những hồ sơ này, và bằng cách quan sát thời gian và chiều cao của việc gia tăng tối đa của mực lũ tại các trạm trên các nhánh khác nhau, thời gian đến và chiều cao của đỉnh lũ tại bất kỳ trạm trên sông chính có thể được dự đoán với độ chính xác đáng kể trong hai hoặc nhiều ngày trước. Bằng cách thông báo về mực nước cao tại hạ lưu, các đập được mở hoàn toàn cho một phần nước của dòng lũ di chuyển theo hướng khác và dân cư ven sông nhận được cảnh báo kịp thời của ngập lụt sắp xảy ra.

## Nguyên nhân gây ra sạt lở bờ sông
Theo Văn bản số 47/PCLB ngày 03 tháng 3 năm 2008 của Ban Chỉ huy phòng chống lụt bão thành phố HCM thì nguyên nhân gây ra sạt lở do một số nguyên nhân như sau:
            - Chế độ khí hậu, thủy văn, thủy lực dòng chảy, đặc biệt là đặc điểm thủy triều (gió chướng, sông cong, biên độ triều lớn, chân triều rút sâu...);
            - Các hoạt động xây dựng nhà cửa, kho tàng, nhà hàng và lập các bến bãi vật liệu xây dựng... làm gia tăng tải trọng trên nền đất yếu dẫn đến nguy cơ sạt lở;
            - Các hoạt động kinh doanh khai thác cát trái phép trên sông. Chặt phá trái phép rừng phòng hộ, rừng đầu nguồn
            - Việc xây dựng công trình bảo vệ bờ tự phát không theo quy hoạch chung, không đúng yêu cầu kỹ thuật và không được cấp có thẩm quyền cho phép;
            - Ảnh hưởng của việc nạo vét lòng kênh, rạch, luồng chạy tàu... không tuân thủ theo quy trình, theo lưu vực thoát nước;
            - Một số hoạt động giao thông thủy: phương tiện giao thông thủy lưu thông tạo sóng, neo đậu tàu, xà lan trái phép gây hư hại bờ và cây bảo vệ bờ;
            - Các cây mọc dọc bờ, mép sông có tác dụng chắn sóng, ổn định bờ do nhiều nguyên nhân khác nhau bị phá hoại, chết, cuốn trôi...

## Các công trình kỹ thuật sông

### Giải pháp phi công trình
Để giảm thiểu sự xói mòn bờ sông tăng tốc độ và lưu lượng bồi lắng trầm tích ngoài việc xây dựng các công trình chúng ta có thể:
            - Trồng cây, trồng rừng ở thượng nguồn của lưu vực sông.
            - Tại đoạn sông bị sạt lở ta có thể trồng một số loại cây có rẽ ăn sâu để giảm thiểu việc xói mòn.
            - Cấm khai thác cát tại các vùng có nguy cơ sạt lở, xử lý các đơn vị, cá nhân lấn chiếm bờ sông.
            - Tuyên truyền giáo dục ý thức cộng đồng.
Ưu nhược điểm của giải pháp phi công trình:
- Ưu điểm: Chi phí rẻ, bảo vệ, cải thiện môi trường.
- Nhược điểm: Thời gian thi công lâu, phải chờ đợi một khoảng thời gian để các giải pháp phát huy hiệu quả.

### Giải pháp công trình
Xây dựng đê điều
1. Đê là một dạng công trình nhân tạo được xây dựng trong lòng, dọc theo các con sông, bờ biển. Từ xưa đến nay con người đã và đang không ngừng phát triển các hệ thống đê điều để ngăn ngừa ngập lụt và xói mòn.
2. Các dạng đê thường gặp:

- Đê dọc bờ chắn sóng (đặt dọc theo bờ làm giảm xói mòn xâm thực bờ sông).
- Đê chữ V hay đê hình cung (loại đê này thường được đặt ở giữa dòng chảy nhằm giảm vận tốc dòng chảy tăng bồi lắng 2 bên cánh của đê).
- Kè mỏ hàn (là một loại đê có hình chữ L ngược, đặt vuông góc với bờ sông).
- Kè bằng đá dọc bờ. Ưu nhược điểm của đê, kè:
- Ưu điểm: Giải quyết được các vấn đề xâm thực xói mòn bờ biển, bảo vệ bờ tốt trước các vấn đề do dòng chảy gây ra.
- Nhược điểm: Một số loại đê, kè làm cản trở giao thông, thời gian thi công lâu, chi phí cao.

Xây dựng kênh dẫn thoát nước
- Người ta sẽ xây dựng các kênh thoát nước tai các dòng sông thường xuyên xảy ra hiện tượng ngập lụt. Các kênh này được xây dựng tại 1 độ cao đã được tính toán đo đạc và thống kê số liệu từ trước đó.
- Khi có lũ, hay dòng chảy của dòng sông đạt đến 1 độ cao nào đó nước của dòng sông sẽ tự động chảy vào các kênh này làm giảm lưu lượng nước chảy ở dòng sông chính, điều này cũng có ý nghĩa với đê. Nó làm giảm tác dụng của dòng nước lên đê, tuy nhiên đê tại ngã rẽ lại chịu tác động lớn hơn, nên khi tính toán thiết kế cần chú ý đến điểm này.
- Việc xây dựng các kênh này có ý nghĩa hơn tại các khu vực có khí hậu khắc nghiệt, việc trữ nước ở mùa mưa qua các kênh dẫn để sử dụng cho mùa khô là một trong các điều đó.
- Nhược điểm: tốn kém chi phí đầu tư

Xây dựng các rào chắn lũ tự động (SCFB)
- Khi nước tại dòng sông tăng lên các rào chắn này sẽ tự động dâng lên làm ngăn ngừa nước tràn vào bờ gây ảnh hưởng đến người dân và môi trường quanh bờ.[3]
- Nhược điểm: chi phí đầu tư ban đầu lớn.